# Cristo Redentor (Araras)
O Cristo Redentor da cidade de Araras no interior do estado de São Paulo foi construído em 24 de março de 1962, e inaugurado junto da data comemorativa do aniversário da cidade na mesma data. O idealizador foi o Professor Sr. Paulo Coli e o construtor Sr. Norberto Aleixo, a construção foi possível após uma arrecadação feita no município, onde a maioria dos cidadãos da cidade contribuiu com partes iguais.
O monumento foi tombado em 1989.